# (7569) 1989 BK
1989 بي كي (ويعرف أيضًا باسم (7569) 1989 بي كي وفق تسمية الكوكب الصغير) (بالإنجليزية: 1989 BK)‏ هو كويكب ضمن حزام الكويكبات؛ وترتيبه 7569 من حيث الاكتشاف.
اكتُشف هذا الجُرم الفلكي بواسطة Yoshiaki Oshima ‏ في 28 يناير 1989.

## وصلات خارجية
- (7569) 1989 BK في قاعدة بيانات مختبر الدفع النفاث لأجرام النظام الشمسي الصغيرة

- الاكتشاف · مخطط المدار ·  العناصر المدارية · المعلمات المادية

- (7569) 1989 BK على موقع ويكي سكاي: DSS2, SDSS, GALEX, IRAS, Hydrogen α, X-Ray, Astrophoto, Sky Map, Articles and images